# Bến Cát
Bến Cát is een thị xã in de Vietnamese provincie Bình Dương. Bến Cát ligt aan de westoever van de rivier Sài Gòn. Ook de Thị Tính stroomt door het stad.
De oppervlakte van het district bedraagt 577,58 km². Bến Cát heeft ruim 153.000 inwoners. De hoofdplaats van Bến Cát is Mỹ Phước stad. Verder bestaat Bến Cát uit veertien xã's:
- xã An Điền
- xã An Tây
- xã Cây Trường II
- xã Chánh Phú Hòa
- xã Hòa Lợi
- xã Hưng Hòa
- xã Lai Hưng
- xã Lai Uyên
- xã Long Nguyên
- xã Phú An
- xã Tân Định (Bến Cát)
- xã Tân Hưng
- xã Thới Hòa
- xã Trừ Văn Thố

## Geboren
- Nguyễn Minh Triết (1948), president van Vietnam (2006-2011)

## Geografische ligging
| Aangrenzende districten  | Aangrenzende districten | Aangrenzende districten | Aangrenzende districten | Aangrenzende districten |
| ------------------------ | ----------------------- | ----------------------- | ----------------------- | ----------------------- |
|                          |                         | Chơn Thành (Bình Phước  |                         |                         |
|                          |                         |                         |                         |                         |
| Dầu Tiếng                | Phú Giáo Tân Uyên       |                         |                         |                         |
|                          |                         |                         |                         |                         |
| Củ Chi (Ho Chi Minhstad) |                         |                         |                         | Thủ Dầu Một             |